# Крка (Иванчна Горица)
Крка (словен. Krka) је насељено место у општини Иванчна Горица, Средњесловенска регија, Словенија.

## Историја
До територијалне реорганизације у Словенији била је у саставу старе општине Гросупље.

## Становништво
У попису становништва из 2011. године Крка је имала 242 становника.
| Број становника према пописима | Број становника према пописима | Број становника према пописима |
| ------------------------------ | ------------------------------ | ------------------------------ |
| 1991                           | 2002                           | 2011                           |
| 192                            | 230                            | 242                            |

Напомена: Године 1953. настала спајањем насеља Гмајна и Видем, која су укинута.